# Peel Session (album d'Autechre)
Pour les articles homonymes, voir Peel Session.
Albums de Autechre
LP5
(1999) EP7
(1999)
Peel Session est un EP du groupe anglais de musique électronique Autechre, sorti sur le label Warp Records en 1999. Il est constitué de pistes enregistrées pour les sessions de John Peel à la BBC Radio 1 à la fin 1995.
La jacquette de l'album a été dessinée par l'agence de design The Designers Republic.

## Titres
1. Milk DX (6:04)
2. Inhake 2 (8:36)
3. Drane (10:49)